# Драфт НБА 1961
Драфт НБА 1961 року відбувся 27 березня. 9 команд Національної баскетбольної асоціації (НБА) по черзі вибирали найкращих випускників коледжів. Гравець, який завершував четвертий рік у коледжі отримував право на участь у драфті. В кожному з раундів команди могли вибирати гравців у зворотньому порядку до свого співвідношення перемог до поразок у сезоні 1960–1961. Перед драфтом будь-яка команда могла відмовитися від права вибору в першому раунді й вибрати будь-якого гравця в радіусі 50 миль від домашньої арени як свій територіальний вибір. Команда розширення Чикаго Пакерс отримала право першого вибору в першому раунді і останнє право в кожному наступному раунді, а також п'ять додаткових драфт-піків наприкінці другого раунду. Драфт складався з 15-ти раундів, на яких вибирали 107 гравців.

## Нотатки щодо виборів на драфті і кар'єр деяких гравців
Чикаго Пекерс під першим номером обрали Волта Белламі з Університету Індіани. У своєму першому сезоні він виграв звання новачка року, а також його обрали на Матч усіх зірок. У тому сезоні він набирав у середньому 31.6 очок за гру, що є другим показником результативності серед новачків в історії НБА, а також робив 19.0 підбирань за гру, третій показник за підбираннями серед новачків. Його чотири рази підряд обирали на Матч всіх зірок під час його гри за Пекерс, які пізніше змінили назву на Чикаго Зефірс і Балтимор Буллетс. Під час своєї чотирнадцятирічної кар'єри в НБА він грав ще за три команди. За ці досягнення його ввели в залу слави.
Ще три гравці з цього драфту, 7-й вибір Том Мещері, 21-й вибір Дон Кожис і 32-й драфт-пік Білл Бриджес, також потрапляли принаймні на один Матч усіх зірок.

## Драфт
| Поз.    | G        | F       | C         |
| Позиція | захисник | Форвард | Центровий |

| ^ | Позначає гравців, обраних у Баскетбольну залу слави Нейсміта                     |
| + | Позначає гравців, які взяли участь принаймні в одній грі матчу всіх зірок НБА    |
| # | Позначає гравців, які жодного разу не грали в регулярному сезоні НБА або плей-оф |

| Раунд | Вибір | Гравець        | Поз. | Громадянство | Команда НБА          | Коледж/Клуб             |
| ----- | ----- | -------------- | ---- | ------------ | -------------------- | ----------------------- |
| 1     | 1     | Волт Белламі^  | C    | США          | Чикаго Пекерс        | Індіана                 |
| 1     | 2     | Том Стіт       | F    | США          | Нью-Йорк Нікс        | Сейнт-Бонавенче         |
| 1     | 3     | Ларрі Зігфрід  | F    | США          | Цинциннаті Роялз     | Огайо Стейт             |
| 1     | 4     | Рей Скотт      | F/C  | США          | Детройт Пістонс      | Allentown Jets (EPBL)   |
| 1     | 5     | Вейн Єйтс      | C    | США          | Лос-Анджелес Лейкерс | Мемфіс Стейт            |
| 1     | 6     | Бен Ворлі      | G/F  | США          | Сірак'юс Нешиналз    | Cleveland Pipers (NIBL) |
| 1     | 7     | Том Мещері+    | F    | США1[›]      | Філадельфія Ворріорз | Сент Мері'с (КА)        |
| 1     | 8     | Клео Гілл      | G    | США          | Сент-Луїс Гокс       | Вінстон-Салем Стейт     |
| 1     | 9     | Гарі Філліпс   | G    | США          | Бостон Селтікс       | Х'юстон                 |
| 2     | 10    | Вайті Мартін   | G    | США          | Нью-Йорк Нікс        | Сейнт-Бонавенче         |
| 2     | 11    | Боб Візенган   | F    | США          | Цинциннаті Роялз     | Цинциннаті              |
| 2     | 12    | Джонні Іган    | G    | США          | Детройт Пістонс      | Провіденс               |
| 2     | 13    | Фред Соєр#     | C    | США          | Лос-Анджелес Лейкерс | Луїсвілл                |
| 2     | 14    | Кріс Сміт#     | C    | США          | Сірак'юс Нешиналз    | Вірджинія Тек           |
| 2     | 15    | Тед Лакенбілл  | F    | США          | Філадельфія Ворріорз | Х'юстон                 |
| 2     | 16    | Рон Горн       | F    | США          | Сент-Луїс Гокс       | Індіана                 |
| 2     | 17    | Ел Батлер      | G    | США          | Бостон Селтікс       | Ніагара                 |
| 2     | 18    | Джек Тернер    | G/F  | США          | Чикаго Пекерс        | Луїсвілл                |
| 2     | 19    | Джеррі Грейвз# | F    | США          | Чикаго Пекерс        | Міссісіпі Стейт         |
| 2     | 20    | Йорк Леріс     | G    | США          | Чикаго Пекерс        | Північна Кароліна       |
| 2     | 21    | Дон Кожис+     | F    | США          | Чикаго Пекерс        | Маркетт                 |
| 2     | 22    | Даг Мо#        | G/F  | США          | Чикаго Пекерс        | Північна Кароліна       |
| 2     | 23    | Джефф Коен#    | C    | США          | Чикаго Пекерс        | Вільям і Мері           |

## Інші вибори
Цих гравців на драфті НБА 1985 вибрали після другого раунду, але вони зіграли в НБА принаймні одну гру.
| Раунд | Вибір | Гравець          | Поз. | Громадянство | Команда НБА       | Коледж/Клуб       |
| ----- | ----- | ---------------- | ---- | ------------ | ----------------- | ----------------- |
| 3     | 25    | Бево Нордманн    | C    | США          | Цинциннаті Роялз  | Сент-Луїс         |
| 3     | 26    | Даг Кістлер      | F    | США          | Детройт Пістонс   | Дьюк              |
| 3     | 28    | Чак Осборн       | F    | США          | Сірак'юс Нешиналз | Західний Кентуккі |
| 3     | 32    | Білл Бриджес+    | F/C  | США          | Чикаго Пекерс     | Канзас            |
| 4     | 33    | Джордж Блейні    | G    | США          | Нью-Йорк Нікс     | Голі Кросс        |
| 5     | 42    | Білл Сміт        | G/F  | США          | Нью-Йорк Нікс     | Сент Пітер'с      |
| 5     | 44    | Денні Дойл       | F    | США          | Детройт Пістонс   | Белмонт Аббі      |
| 5     | 50    | Гауі Карл        | G    | США          | Чикаго Пекерс     | Де Пол            |
| 6     | 51    | Клівленд Бакнер  | F/C  | США          | Нью-Йорк Нікс     | Джексон Стейт     |
| 7     | 60    | Донні Бутчер     | G    | США          | Нью-Йорк Нікс     | Пайквілль         |
| 7     | 61    | Дейв Зеллер      | G    | США          | Цинциннаті Роялз  | Miami (OH)        |
| 10    | 91    | Ларрі Комлі      | G    | США          | Чикаго Пекерс     | Канзас Стейт      |
| 11    | 92    | Кевін Логері     | G    | США          | Нью-Йорк Нікс     | Сент Джонс        |
| 12    | 100   | Джордж Паттерсон | F/C  | США          | Цинциннаті Роялз  | Толедо            |

## Нотатки
^ 1: Том Мещері (від народження Томіслав Мещеряков) народився Харбіні (Маньчжурія) (тепер частина Китаю) у російській родині. У вісім років він переїхав до Сполучених Штатів і став натуралізованим громадянином США.